# Celerina/Schlarigna
Celerina (tyska) eller Schlarigna (rätoromanska), officiellt Celerina/Schlarigna, är en ort och kommun i regionen Maloja i kantonen Graubünden, Schweiz. Kommunen har 1 411 invånare (2023). Den ligger ungefär mitt i dalgången Oberengadin (Engiadin'Ota), några kilometer nordost om turism- och regioncentrumet Sankt Moritz och har en station på Rhätische Bahn.
Det traditionella språket är det rätoromanska idiomet puter. Så sent som vid mitten av 1800-talet hade nästan hela befolkningen detta språk som modersmål, men sedan har deras andel sjunkit kraftigt, främst under 1900-talet, på grund av stor inflyttning av tysk- och italienskspråkiga. Vid folkräkningen 2000 hade mer än hälften tyska som förstaspråk, var femte italienska, men endast var åttonde rätoromanska. Av de italiensktalande var en stor del utländska medborgare. Skolundervisningen sker på både tyska och rätoromanska, enligt språkbadsmetoden. 
Kyrkan i Celerina blev, som den sista i Övre Engadin, reformert 1577. Som en följd av den stora inflyttningen är dock mer än halva befolkningen numera katoliker, och de har sedan 1939 en egen kyrka.